# Flora Brasiliensis
Flora Brasiliensis, abreujat Fl. Bras.), és una obra de 15 volums sobre plantes brasileres, publicat a Alemanya entre 1840 a 1906 pels naturalistes Carl Friedrich Philipp von Martius, August Wilhelm Eichler, Ignatz Urban, amb la participació de 65 especialistes i el patrocini dels emperadors d'Àustria, Brasil i pel rei de Baviera.
Està centrada en la descripció i en la taxonomia, abastant 22.767 espècies, sobretot angiospermes brasileres. Està escrita en llatí, i inclou 3.811 litografies.
L'obra va ser començada per Stephan Endlicher i Martius.
Von Martius va completar 46 dels 130 fascicles abans de la seva mort el 1868, on es va acabar amb la monografia el 1906.
Aquesta obra va ser el corol·lari a les expedicions per Brasil de Martius i de Johann Baptiste von Spix de 1817 a 1820.

## Estructura de l'obra
- 15 volums
  - 40 parts
    - 10.367 pàgines.